# Индиана Пейсърс
Индиана Пейсърс професионален баскетболен отбор от Индианаполис, САЩ. Състезава се в НБА в Централната дивизия на Източната Конференция.

## История
Отборът е създаден през 1967, а се присъединява в НБА през 1976. Печелил е 3 пъти поред АБА, но в НБА няма титла. Най-голямото им постижение е спечелването на Източната конференция през 2000 година, същата година губи Финалите от Лос Анджелис Лейкърс. 4 пъти е печелил Централната дивизия.
През сезон 2012/13, Пейсърс достига до финала в Източната конференция където губи от шампиона Маями Хийт с 3–4. Пейсърс печелят шестата си титла на Централната си дивизия през следващия сезон, като в редовния сезон завършват с резултат 56–26. В плейофите отбора губи на финала на Източната конференция, където губи от Маями Хийт в шест мача.